# New College, Oxford
New College (egentligen The Warden and Scholars of St Mary's College of Winchester in Oxford) är ett college som ligger i Oxford, Oxfordshire i England och är en del av Oxfords universitet. Då collegets officiella namn, College of St Mary, delas med Oriel College kallas det istället för New College of St Mary, vilket ofta förkortas till New College. Skolan grundades av William av Wykeham, biskop av Winchester, år 1379..

## Rektorer ("Wardens")
- 1379–1389: Nicholas Wykeham
- 1389–1396: Thomas Cranley
- 1396–1403: Richard Malford
- 1403–1429: John Bowke (eller Bouke)
- 1429–1435: William Estcourt
- 1435–1454: Nicholas Ossulbury
- 1454–1475: Thomas Chaundler
- 1475–1494: Walter Hyll
- 1494–1520: William Porter
- 1520–1521: John Rede
- 1521–1526: John Young
- 1526–1542: John London
- 1542–1551: Henry Cole
  - 1547: Thomas Harding
- 1551–1553: Ralph Skinner
- 1553–1573: Thomas Whyte (eller White)
  - 1556: John Harpsfield
- 1573–1599: Martin Culpepper
- 1599–1613: George Ryves
- 1613–1617: Arthur Lake
- 1617–1647: Robert Pinck
- 1647–1648: Henry Stringer
- 1649–1658: George Marshall
- 1658–1675: Michael Woodward
- 1675–1679: John Nicholas
- 1679–1701: Henry Beeston
- 1701–1703: Richard Traffles
- 1703–1712: Thomas Brathwait
- 1712–1720: John Cobb
- 1720–1724: John Dobson
- 1725–1730: Henry Bigg
- 1730–1740: John Coxed
- 1740–1764: John Purnell
- 1764–1768: Thomas Hayward
- 1768–1794: John Oglander
- 1794–1822: Samuel Gauntlett
- 1822–1840: Philip Nicholas Shuttleworth
- 1840–1860: David Williams
- 1860–1903: James Edwards Sewell
- 1903–1924: William Archibald Spooner
- 1925–1940: Herbert Fisher
- 1944–1958: Alic Halford Smith
- 1958–1976: Sir William Hayter
- 1976–1985: Arthur Hafford Cooke
- 1985–1996: Harvey McGregor
- 1996–2009: Alan Ryan
- 2009–2016: Sir Curtis Price
- 2016–nutid: Miles Young

## Kända alumner
- Kate Beckinsale, skådespelare.
- Simon Baron-Cohen, professor.
- Hugh Grant, skådespelare.
- Madeleine Wickham, författare.
- William Warham, ärkebiskop.